# António Pereira (poeta)
António da Encarnação Pereira (Armação de Pêra, 1914 - Lisboa, 1978), foi um poeta e magistrado português, que, por vezes, usou o pseudónimo de Benagil. 

## Biografia
Licenciado em Direito, fez carreira como Magistrado (Delegado do Ministério Público e Juiz), terminando como Conservador do Registo Civil de Silves. 
Considerado por muitos o "poeta do mar", proclamado Príncipe dos Poetas Portugueses (num concurso da Emissora Nacional em 1943), é célebre o seu verso Sou algarvio e a minha rua tem o mar ao fundo...".
O seu poema "Rua do Mar" da sua autoria encontra-se publicado na revista de poesia Altura (n.º 2, 1945).

## Obras
Escreveu os livros: 
- O Poeta e a Morte (1936)
- Nossa Senhora das Ondas (1945, Prémio António Sardinha)
- Lápis de Cor (1937)
- Notícias do Mar (1963)[5]